# Supernetting
Unter Supernetting versteht man das Zusammenfassen von mehreren Netzen mit teilweise gleichem Netzwerkanteil zu einer einzigen Route. Die zugrundeliegende Technik ist das Gegenteil zum Subnetting und bedeutet prinzipiell ein Verfahren zur Adressierung einer größeren Hostzahl innerhalb eines IP-Netzes. Supernetting funktioniert durch die Verkleinerung des Netzanteils und die dadurch resultierende Vergrößerung des Hostanteils einer IP-Adresse. Für die Hosts ändert sich in der Regel nichts, nur im Router werden durch die Nutzung von Gemeinsamkeiten im Netzwerkanteil eigentlich unterschiedlicher Netze Routingeinträge eingespart.
Supernetting wurde in RFC 1338 beschrieben und war eine Übergangstechnologie, die 1993 durch CIDR (RFC 1519) abgelöst wurde, welches keine Netzwerkklassen mehr nutzt. Die Möglichkeit mittels Supernetting mehrere Netze zu einer Route zusammenzufassen, wird bei CIDR mit route aggregation bezeichnet.

## Beispiele
In einem Klasse-C-Netz mit der dazugehörigen Standardnetzmaske 255.255.255.0 stehen 254 verfügbare Hostadressen bereit. Falls mehr Adressen in einem Netz benötigt werden, muss entweder ein Klasse-B-Netz (Subnetzmaske 255.255.0.0) mit 65536 möglichen Adressen verwendet werden oder mithilfe von Supernetting die Größe des Netzes geändert werden.
| Dezimal | 255        | 255        | 255        | 0          |
| Binär   | 11111111   | 11111111   | 11111111   | 00000000   |
|         | Netzanteil | Netzanteil | Netzanteil | Hostanteil |

In der obigen Tabelle wird die Netzmaske in Dezimal- und Binärschreibweise dargestellt. Differenziert wird hierbei zwischen Netz- und Hostanteil. Die 8 Bit des Hostanteils bieten 256 (2^8) mögliche IP-Adressen, die sich jedoch abzüglich Netz- und Broadcastadresse auf insgesamt 254 zu vergebende Adressen für Hosts beschränken.
Sollen innerhalb eines Klasse-C-Netzes mit der Netzadresse 192.168.176.0 beispielsweise 1000 Hosts ohne Router erreichbar sein, so muss man den Netzanteil der Subnetzmaske je nach Anzahl der Hosts verringern. Mit 10 Bits ist es möglich, 1024 (2^10) Hosts zu erreichen.
| Dezimal | 255        | 255        | 252        | 252        | 0          |
| Binär   | 11111111   | 11111111   | 111111     | 00         | 00000000   |
|         | Netzanteil | Netzanteil | Netzanteil | Hostanteil | Hostanteil |

Der Hostanteil wurde durch 2 Bits erweitert. Die niedrigste zu vergebende IP-Adresse des Netzes ist
192.168.176.1
11000000.10101000.10110000.00000001
und die höchste
192.168.179.254
11000000.10101000.10110011.11111110
Diese Form des Supernettings funktioniert unabhängig vom obigen Beispiel in allen Netzklassen und mit einer größeren oder geringeren Verkleinerung des Netzanteils.